# الحرفة (أبو حمص)
قرية الحرفة هي إحدى القرى التابعة لمركز أبو حمص في محافظة البحيرة في جمهورية مصر العربية. حسب إحصاءات سنة 2006، بلغ إجمالي السكان في الحرفة 4185 نسمة، منهم 2119 رجل و2066 امرأة.